# The Swining
The Swining – trzeci album studyjny założonej przez Raymonda Wattsa formacji PIG, wydany tylko w Japonii w 1993 roku, a w Stanach Zjednoczonych w 1999 roku w formie kompilacji The Swining / Red Raw & Sore.

## Lista utworów
1. "The Fountain of Miracles" – 5:51
2. "The Seven Veils" – 4:08
3. "Rope" – 4:43
4. "Find It Fuck It Forget It" – 2:49
5. "Black Mambo" – 5:05
6. "Ojo Por Ojo" – 2:15
7. "Blades" – 6:40
8. "Symphony for the Devil" – 12:43